# Забояркін Олександр Васильович
Олександр Васильович Забояркін (рос. Александр Васильевич Забояркин; 23 липня 1925, Волоконськ — 26 березня 1996, Київ) — радянський офіцер ВМС, Герой Радянського Союзу, в роки німецько-радянської війни сапер 368-го окремого саперного батальйону 240-ї стрілецької дивізії 38-ї армії Воронезького фронту, червоноармієць.

## Біографія
Народився 23 липня 1925 року в селі Волоконськ Большесолдатського району Курської області в селянській родині. Росіянин. У 1941 році закінчив вісім класів середньої школи.
У березні 1943 року призваний до лав Червоної Армії. Відразу ж направлений у діючу армію. Воював на Воронезькому і 1-му Українському фронтах.
У ніч на 29 вересня 1943 року червоноармієць О. В. 3абояркін на човні переправив через Дніпро в районі села Лютіж Вишгородського району Київської області України і висадив десант, за ніч переправив сорок чоловік. У наступні дні доставив на плацдарм понад 250 бійців з озброєнням та боєприпасами, сімнадцять кулеметів, дванадцять 45-міліметрових гармат, міномет, снаряди і міни.
Указом Президії Верховної Ради СРСР від 13 листопада 1943 року за зразкове виконання бойових завдань командування і проявлені при цьому мужність і героїзм червоноармійцеві Олександру Васильовичу Забояркіну присвоєно звання Героя Радянського Союзу з врученням ордена Леніна і медалі «Золота Зірка» (№ 3270).
Після закінчення війни продовжив службу в армії. У 1949 році закінчив Вище військово-морське училище імені М. В. Фрунзе, в тому ж році вступив в ВКП(б). Потім служив на дизельних підводних човнах Північного флоту, командував підводним човном проекту 613. У 1967 році заочно закінчив Військово-морську академію. Служив у штабі Північного флоту, потім у Київському вищому військово-морському політичному училищі. З 1980 року капітан I рангу О. В. 3абояркін — в запасі.

Могила Олександра Забояркіна

Жив у Києві. Помер 26 березня 1996 року. Похований у Києві на Лісовому кладовищі.

## Нагороди
Нагороджений орденом Леніна, орденом Вітчизняної війни 1-го ступеня, орденом Червоної Зірки, орденом «За службу Батьківщині у ЗС СРСР» 3-го ступеня, медалями.